# 与厕所相关的伤害或死亡

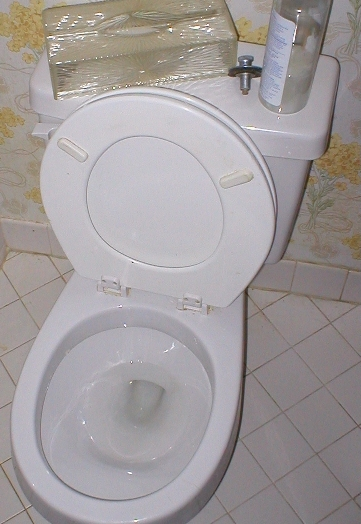
马桶

歷史上和众多都市传奇中都中有許多與廁所相关的创伤或死亡事件。

## 意外伤害
历史上曾经有婴儿和幼儿坠入马桶并溺毙的案例，现在则有安全装置可以防止此类事故。成年人的意外伤害包括臀部和尾骨的擦伤，以及因为马桶盖未放下或松动而意外坐在马桶边缘而导致髋关节脱臼。另外，塑料马桶圈的裂缝及木制马桶圈上的碎片可能会导致夹刺伤，或者如果马桶本身无法承受使用者的重量而坍塌也可能会使人受伤；旧式马桶的铸铁冲水箱在拉动链条冲水时有可能会从墙上脱落并砸伤使用者。 格拉斯哥西部医院的三名医师于1993年的一份中发表了因马桶坍塌导致臀部受伤的病例报告，并于2000年获得搞笑诺贝尔公共卫生领域奖。此外还有人因为尝试站在马桶上而滑倒跌倒受伤，也有人在湿滑的浴室地板上滑倒或从浴缸上跌落，撞到马桶上造成脑震荡等伤害。
惊人的是，与马桶相关的伤害案件非常普遍，一些数据甚至估计每年在美国发生高达4万起如此的事件。在过去由于卫生纸的原料与现代不同，因此伤害案件的数字可能会更高，例如于1935年北方纸业公司在其广告中展示了“无碎片卫生纸”，印证当时卫生纸可能造成的伤害。 2012年，美国有230万个马桶、加拿大约有9400个马桶因为其助压冲水机构的设计缺陷，导致使用时有爆炸的风险而被召回。

## 由动物引起的事故
有些伤害事故也可能由动物引起。由於昆虫偏好在马桶周围生活繁殖，導致一些黑寡妇蜘蛛喜欢在马桶座位下方织网，因此有几个人在使用马桶（尤其是户外马桶）时被咬伤。虽然在咬伤部位会立即感到疼痛，但这种咬伤通常不会致命。有蜘蛛在马桶座位下生活的风险成为史林·纽顿1972年乡村歌曲《便座上的赤背蛛》的主题。
有报告称在某些情况下，老鼠会爬上马桶下水道管道并从马桶中出现，因此马桶使用者可能面临老鼠爬上臀部的风险。许多灭鼠专家不相信这种情况，因为管道通常仅有15厘米（6英寸）宽，对于老鼠来说太大且非常滑溜。值得注意的是，维修工人关于老鼠出没的通报通常是在建筑顶层，表示这可能是屋顶上的老鼠通过屋顶通风口进入排水管，然后进入马桶。
2016年5月，泰国差春骚府的一名男子在家中使用马桶时，一条11英尺长的网纹蟒从马桶中爬出并咬伤了他的阴茎，而受害者和蟒蛇事后皆幸存
。

## 自身引起的伤害
有些与厕所相关的死亡事件归咎于排便时副交感神经系统作用所造成的血压下降，若当事人存在人体循环方面问题则可能会加剧这种影响。此外，人们因慢性便秘而在上厕所时死亡的可能性也很大，因为在排便时经常危险地使用瓦氏动作以帮助从直肠排出粪便。根据莎朗·曼蒂克·刘易斯（Sharon Mantik Lewis）、玛格丽特·麦克林·海特肯普（Margaret McLean Heitkemper）和香农·拉夫·迪尔森（Shannon Ruff Dirksen）的说法：瓦氏动作会出现于人们剧烈用力排出发硬的宿便时。如果长时间压抑排便，就会出现例如便秘或粪便嵌塞等问题，而瓦氏动作可以促进排便。瓦氏动作需要收缩位于封闭声门上的胸肌并同时收缩腹肌，代表人们可能在“用力排便”时死亡。大卫·克莱恩（David Cline）和拉塔·斯泰德（Latha Stead）在他们的《腹部急症》第八章中写道：“尸检研究揭示未能发现的肠便阻塞是死亡的意外原因之一”。
2001年剧集《黑道家族》“He is Risen”一集中描写了这种风险场景的虚构描绘，其中当角色Gigi Cestone在社交俱乐部的厕所上剧烈用力排便时，即突然心脏病发身亡。

## 厕所爆炸
在维多利亚时代，人们普遍认为厕所会爆炸。这种风险通常涉及易燃物质被意外或故意放入马桶水中，之后由同样被丢入的火柴或香烟引发爆炸。 2014年，Sloan公司的Flushmate助压冲水系统（利用高压空气将排泄物冲下管道）因有报告指出其空气罐会在压力下破裂并炸碎马桶而被召回。 
谁人乐队的成员凯思·穆恩因在巡演途中引爆厕所而得名，其最初使用的是摔炮，之后便使用更强大的炸药，如M-80炸药和硝酸甘油炸药。乐队成员约翰·恩特维斯托后来也承认会参与引爆厕所，并表示：“当凯思炸厕所的时候，我常常就站在他后面拿着火柴。”

## 历史上的死亡案例
- 1076年，下洛林公爵戈德弗瓦三世在荷兰城市弗拉尔丁恩住宿期间被谋杀，并在遇刺几天后死去。这起刺杀是由荷兰伯爵德克五世和他的盟友佛兰德伯爵罗贝尔一世下令进行的[20]，据称刺客确定了哪个厕所（根据中世纪的建筑风格，这些厕所建在墙的外侧并有排水装置）属于公爵的卧室，并站在下面偷袭。资料显示刺客使用剑、矛或匕首等利器行刺，而矛可能是最实用的选择。[原創研究？]
- 1184年的埃尔福特陷落粪坑事件导致至少60人死亡，其中大多数的死者是贵族。
- 1760年10月25日，英王乔治二世被发现因主动脉剥离死于厕所。据霍勒斯·沃波尔的回忆录记载，乔治二世“像往常一样六点起床并喝了他的巧克力，一切并无异样。七点十五分，国王进入厕所，随后他的德国随从听到了一声噪音，随从赶紧跑进去时发现国王已死在地板上。” 国王在跌向地板时还割伤了脸[21]。
- 1945年，德国U-1206号潜艇因一起由厕所引起的事故而被击沉。当时海水从马桶涌入船壳与电池接触产生氯气，迫使潜艇浮出水面并被盟军发现击沉。这个案件的发生可能不是因为潜艇机件故障，而是由于U型潜艇的加压冲水系统非常复杂，需要接受训练才能操作，而船员可能没有正确操作该系统导致这起事故[22]。
- 1991年5月21日，历史学家伊安·卡里亚努（英语：Ioan P. Culianu）教授于芝加哥大学斯威夫特厅（Swift Hall）三楼男洗手间的马桶上被枪杀。可能基于政治动机而行刺的凶手从未被抓到[23]。
- 阿拔斯王朝维齐尔法德尔·伊本·萨赫尔在萨拉赫斯的一个厕所中离奇身亡。根据一些传闻，这是由阿拔斯哈里发阿布·阿拔斯·阿卜杜拉·马蒙·本·哈伦所下令暗杀[24]。
- 猫王埃尔维斯·普雷斯利是在上厕所时去世的[25]。大多数消息来源表明，猫王昏倒前很可能坐在马桶上半裸着看书[26]。根据记者迪伦·琼斯（英语：Dylan Jones）的说法，“猫王于1977年8月16日在他位于孟菲斯雅园的浴室里去世，享年42岁。当时他坐在马桶上，接着就像倒下的玩具士兵一样跌倒在地上，身下满是自己的呕吐物，浅蓝色睡衣散落在他脚踝处[27]。”以类似的措辞，猫王传记作者乔尔·威廉森（Joel Williamson）写道：“由于某种原因（可能是与可待因反应和尝试排便有关），当他坐在马桶上时感到疼痛和惊恐。他惊慌失措地站起来，丢掉了正在读的书，跌跌撞撞地向前走，并以胎儿姿势面朝下倒下。他无力地挣扎，口吐白沫、无法呼吸并骤然离世。 ”[28] 这导致人们使用“王崩于御座”（the king died on the throne）这一俗语来描述猫王戏剧性的死亡。[29]。

### 可能发生过的事件
- 晋景公在公元前581年准备吃饭前感到腹胀，于是去上厕所，但却掉到粪坑中死亡[30]。
- 刚勇者埃德蒙在1016年11月30日自然死亡，不过也有资料指出他是在户外厕所方便时遭人捅死[31]。
- 上杉谦信，日本大名，死于1578年4月19日，有资料称他是在马桶上被暗杀[32]。
- 喜剧演员莱尼·布鲁斯于1966年8月3日在马桶上死于吸食海洛因过量[33]。
- 1983年6月2日，加拿大航空797号班机在降落后由于飞机厕所起火导致23人丧生，调查人员无法确定火灾的原因或确切的起源点[34]。
- 迈克尔·安德森·高德温（Michael Anderson Godwin）是南卡罗来纳州的一名定罪杀人犯，他在其电椅死刑被减刑后，坐在牢房中的金属马桶上修理电视时不慎咬断电线遭受电击身亡。 匹兹堡的另一名谋杀犯劳伦斯·贝克（Laurence Baker）在金属马桶上用自制耳机听电视时遭到电击而死[35]。
- 2009年5月2日，在塔科马东南部的桑恩菲尔德（Thun Field），一架故障的塞斯纳182与一排流动厕所发生碰撞，尽管其在150英尺（46）高度发生引擎故障，但由于流动厕所“缓冲”了事故的冲击，机上的67岁飞行员幸免于难[36]。
- 2011年6月26日，英国商人、保守党政客克里斯托弗·夏尔（英语：Christopher Shale）据称因为心脏病发作，死在格拉斯顿伯里当代表演艺术节的流动厕所中[37]。
- 在船舶上，厕所和相关设施被列为造成数以万计各种大小船只沉没的罪魁祸首之一[38]。船舶厕所通常具有在吃水线以下，用于汲取冲洗水和排放污水的通孔配件，当这些配件故障或马桶回流时船舶便会沉没[39]。

## 都市传说
有关使用马桶的危险已出现许多都市传说，其中一些已被证实是有问题的，例如马桶存在有毒蜘蛛的事件（不包括以躲藏在马桶座椅下闻名的澳洲红背蜘蛛）。这些对马桶毒蜘蛛的恐惧源于一系列起源于1999年的网路钓鱼电子邮件「红潮蜘蛛骗局」（Blush Spider hoax），事实上由于厕所清洁化学品的使用，马桶不利蜘蛛生存 。亦有报导指出蜘蛛被发现栖息在飞机座椅下。
在像纽约这样的大城市里，下水道老鼠往往被夸大其体型和凶猛程度，因此出现了关于老鼠爬上下水道攻击人的故事。近来，有关恐怖分子在马桶座位上装置陷阱以阉割目标的故事开始出现。另一个迷思是在飞机飞行期间，由于真空压力导致使用者被吸进飞机马桶的风险。